# Armavia
Armavia (арм. Արմավիա; рус. Армавиа) — бывший национальный авиаперевозчик Армении; армянский монополист в сфере международных авиаперевозок. Компания основана в 1996 году. Учредители: армянские организации ООО «Авиафин» и ООО «Мика Армения Трейдинг». Базировалась в Ереване, аэропорт «Звартноц». Авиакомпания выполняла регулярные рейсы в более чем 48 городов Ближнего Востока, Европы, Азии и Северной Африки. Основные рейсовые и чартерные международные полёты осуществлялись из аэропорта Звартноц. 29 марта 2013 история компании завершилась официальным началом процедуры банкротства.

## История и собственники
Армавиа была создана российской авиакомпанией «Сибирь» и армянским бизнесменом Михаилом Багдасаровым. В 2005 году Багдасаров приобрёл у «Сибири» 70 процентов акций и стал полным владельцем Армавиа. Поддерживает крупнейшую в Армении сеть маршрутов в города России и СНГ, а также Ближнего Востока и Европы.
За 2008 год было перевезено 647 000 пассажиров
С 2010 по 2011 года у авиакомпании неоднократно возникали сложности в связи с долгами за аэронавигационное обслуживание. 19 апреля 2011 года уже испытывающая серьёзные финансовые трудности авиакомпания получила первый серийный Sukhoi Superjet 100 (EK-95015), а через два дня, 21 апреля выполнила на нём рейс из Еревана в Москву (Шереметьево, Терминал C), что явилось началом коммерческой эксплуатации самолётов этого типа. На борту находилось более 90 пассажиров.
В марте 2012 года в СМИ сообщалось о задержках в выплате заработной платы экипажам до 7 месяцев. Этой же весной М. И. Багдасаров заявил о возможности банкротства авиакомпании. В августе было объявлено об отказе от ранее приобретённого самолёта Superjet. В ГСС связали отказ перевозчика от самолётов Sukhoi Superjet с «негативным финансовым состоянием „Армавиа“». На начало августа 2012 года у авиакомпании оставалась задолженность перед ГСС за техническое обслуживание. В сентябре этого же года М. И. Багдасаров сообщил о рассмотрении продажи компании.
Так как новые владельцы или инвесторы не были найдены, то 29 марта 2013 года была официально начата процедура банкротства. 1 апреля этого же года «Армавиа» объявила себя банкротом.

## Членство в союзах и альянсах
11 мая авиакомпания «Армавиа» стала действительным членом Международной ассоциации воздушного транспорта ИАТА (IATA). Сегодня наряду с «Армавиа» действительными членами ИАТА является более 270 ведущих авиакомпаний мира. А в начале июня «Армавиа» вступила в МИТА (MITA) — многостороннее интерлайн-соглашение и в ИАТА Клиринг Хаус (IATA Clearing House) — мировые системы взаиморасчетов между авиакомпаниями, действующих под эгидой ИАТА. На 2011 год число авиакомпаний, с которыми заключены такие соглашения, достигло 31.

## Авиапарк
По состоянию на март 2013 года воздушный парк «Армавиа» состоял из двух самолётов А320, трёх Bombardier CRJ-200, трёх Boeing 737-500 и одного Як-42 VIP-класса. Большинство самолётов, эксплуатируемых авиакомпанией, оборудованы салонами как экономкласса, так и бизнес-класса.
Ранее в эксплуатации были самолёты Ту-134, Ил-86, Airbus A320, ATR-42.

## Бывшая маршрутная сеть Armavia
Азия
- Бахрейн
  - Манама (Международный аэропорт Бахрейн)
- Иордания
  - Амман (Международный аэропорт Амман)
- Израиль
  - Тель-Авив (Аэропорт имени Давида Бен-Гуриона)
- Индия
  - Амритсар (Международный аэропорт Шри Гуру Рам Дасс Жи)
  - Дели (Международный аэропорт имени Индиры Ганди)
- Иран
  - Исфахан (Международный аэропорт Исфахана)
- Ливан
  - Бейрут (Международный аэропорт Бейрута им. Рафика Харири)
- Объединённые Арабские Эмираты
  - Дубай (Международный аэропорт Дубай)
- Сирия
  - Алеппо (Международный аэропорт Алеппо)

Европа
- Армения
  - Ереван (Международный аэропорт «Звартноц») (Хаб)
  - Гюмри (Аэропорт Ширак)
- Великобритания
  - Бирмингем (Международный Аэропорт Бирмингема)
- Германия
  - Берлин (Международный аэропорт Тегель имени Отто Лилиенталя)
  - Мюнхен (Мюнхенский международный аэропорт имени Франца-Йозефа Штрауса)
  - Франкфурт-на-Майне (Международный аэропорт Франкфурт-на-Майне)
- Греция
  - Афины (Аэропорт Элефтериос Венизелос)
  - Салоники (Аэропорт Македония)
  - Ханья (Аэропорт Иоаннис Даскалогианис)
- Грузия
  - Тбилиси (Международный аэропорт Тбилиси)
  - Батуми (Аэропорт Батуми)
- Италия
  - Рим (Международный аэропорт имени Леонардо да Винчи)
  - Венеция (Аэропорт Венеции имени Марко Поло)
  - Милан (Миланский аэропорт Мальпенса)
- Испания
  - Барселона (Международный аэропорт Барселона)
  - Мадрид (Аэропорт Мадрид — Барахас)
- Кипр
  - Ларнака (Международный аэропорт Ларнака)
- Нидерланды
  - Амстердам (Схипхол)
- Россия
  - Брянск, (Аэропорт Брянск)
  - Волгоград (Аэропорт Гумрак)
  - Воронеж (Аэропорт Чертовицкое)
  - Екатеринбург (Аэропорт Кольцово)
  - Краснодар (Аэропорт Пашковский)
  - Минеральные Воды (Аэропорт Минеральные Воды)
  - Москва (Международный аэропорт Внуково)
  - Москва (Международный аэропорт Домодедово)
  - Москва (Международный аэропорт Шереметьево)
  - Нижний Новгород (Аэропорт Стригино)
  - Новосибирск (Аэропорт Толмачёво)
  - Ростов-на-Дону (Аэропорт Ростов-на-Дону)
  - Санкт-Петербург (Аэропорт Пулково)
  - Самара (Аэропорт Курумоч)
  - Симферополь (Международный аэропорт Симферополь)
  - Сочи (Аэропорт Адлер-Сочи)
  - Астрахань (Аэропорт Астрахань)
  - Ставрополь (Аэропорт Шпаковское)
  - Уфа (Аэропорт Уфа)
- Словакия
  - Братислава (Аэропорт имени Милана Растислава Штефаника)
- Украина
  - Киев (Международный аэропорт Киев)
  - Одесса (Международный аэропорт Одесса)
  - Харьков (Аэропорт Основа)
  - Донецк (Международный аэропорт Донецк)
  - Днепр (Международный аэропорт Днепр)
- Франция
  - Лион (Лионский аэропорт имени Сент-Экзюпери)
  - Марсель (Международный аэропорт Марсель)
  - Париж (Международный аэропорт имени Шарля де Голля)
- Швейцария
  - Цюрих (Международный аэропорт Цюрих)
- Польша
  - Варшава (Международный аэропорт имени Фредерика Шопена)

## Авиакатастрофы
- Авиакатастрофа над Чёрным морем 3 мая 2006 года.
- В ангаре сгорели два борта, жертв не было.